# Verdi-Mogul
Verdi-Mogul is een plaats (census-designated place) in de Amerikaanse staat Nevada en valt bestuurlijk gezien onder Washoe County.

## Geschiedenis
De plaats zou vernoemd zijn naar Giuseppe Verdi door Charles Crocker, de bouwer van de Central Pacific Railroad. Op 4 november 1870 vond bij Verdi-Mogul de grote treinroof of Great Train Robbery plaats, de eerste treinroof in de geschiedenis van de Westelijke Verenigde Staten.

## Demografie
Bij de volkstelling in 2000 werd het aantal inwoners vastgesteld op 2949.

## Geografie
Volgens het United States Census Bureau beslaat de plaats een oppervlakte van 62,6 km², waarvan 62,4 km² land en 0,2 km² water.

## Plaatsen in de nabije omgeving
De onderstaande figuur toont nabijgelegen plaatsen in een straal van 20 km rond Verdi-Mogul.